# Sunshine Coast Fire
El Sunshine Coast Fire Football Club es un club de fútbol de la ciudad de Bokarina, Australia. Se fundó en 2007 y juega en la Queensland State League, liga que ganó en tres ocasiones.

## Historia
Se fundó en 2007 por Noel Woodall para poder participar en la recién creada Queensland State League. Desde ese entonces ganó tres veces la liga, en 2008, 2010 y 2011.

## Palmarés
- Queensland State League (3): 2008, 2010 y 2011.